# Dinastía muradita
La dinastía muradita fue una dinastía bey que gobernó Túnez bajo soberanía del Imperio otomano, de 1628 a 1705. Fue fundada por Murad Bey, un jenízaro de origen corso. En 1705 la familia husainida, emparentada con los muraditas, puso fin a su gobierno.

## Historia
Ramdan Bey, gobernante de Túnez, apoyó al Murad corso desde su juventud. Después de la muerte de Ramdan en 1613, Murad siguió a su benefactor en el cargo de bey, que ejerció hasta 1631. Finalmente, fue nombrado también Pasha por el sultán otomano; su posición como bey seguía siendo inferior a la de Dey. Su hijo Hamuda Bey (reinado 1631-1666) heredó los dos títulos, con el apoyo de los notables locales de Túnez. En virtud de su título de Pasha, el Bey llegó a gozar del prestigio de conexión con el sultán-califa en Constantinopla. En 1640, a la muerte del Dey, Hamuda Bey maniobró para establecer su control sobre los nombramientos para ese cargo.
Bajo Murad Bey II (que reinó entre 1666-1675), hijo de Hamuda, el Diwan otra vez funcionó como un consejo de notables. Sin embargo, en 1673 los deys jenízaros, al ver descender su poder, se rebelaron. Durante la lucha posterior, las fuerzas urbanas de los deys jenízaros lucharon contra los muraditas con unas fuerzas en gran parte rurales bajo el control de los jeques (shaykhs) tribales, y con el apoyo popular de los notables de la ciudad. A medida que los Beys se aseguraban la victoria, también lo hicieron los beduinos y los notables rurales de Túnez, que salieron triunfantes. La lengua árabe regresó a su uso oficial local, aunque los muraditas continuaron utilizando el turco en el gobierno central, lo que acentúa su estatus de élite y la conexión con los otomanos.
A la muerte de Murad II Bey, la discordia interna dentro de la familia Muradid les llevó a la lucha armada. Los gobernantes turcos de Argelia intervinieron en favor de un bando en el conflicto interno posterior: las fuerzas argelinas no se retiraron, lo que demostró ser impopular. Persistió esta situación lamentable de discordia civil e interferencia argelina. El último Bey muradita, Murad III, fue asesinado en 1702 por Ibrahim Sharif, quien gobernó durante varios años con el respaldo de Argelia.

## Genealogía y listado de Reyes
|                           |                           |                                              |                                              |                                              |                                              |                                              |                                              |                                    |                                    |                            |                            |                            |                            |                          |                          |                           |                           |                           |                           |                           |                           |  |  | Murad I Bey (1613-1631)                                        |                                                                |                                                                |                                                                |                                                                |                                                                |  |  |  |  |               |               |                               |                               |                               |                               |                               |                               |  |  |  |  |  |  |  |  |  |  |  |  |  |  |  |  |  |  |  |  |  |  |  |  |  |  |  |  |  |  |
|                           |                           |                                              |                                              |                                              |                                              |                                              |                                              |                                    |                                    |                            |                            |                            |                            |                          |                          |                           |                           |                           |                           |                           |                           |  |  |                                                                |                                                                |                                                                |                                                                |                                                                |                                                                |  |  |  |  |               |               |                               |                               |                               |                               |                               |                               |  |  |  |  |  |  |  |  |  |  |  |  |  |  |  |  |  |  |  |  |  |  |  |  |  |  |  |  |  |  |
|                           |                           |                                              |                                              |                                              |                                              |                                              |                                              |                                    |                                    |                            |                            |                            |                            |                          |                          |                           |                           |                           |                           |                           |                           |  |  | Hammuda Pasha Bey (1631-1666)                                  | Hammuda Pasha Bey (1631-1666)                                  | Hammuda Pasha Bey (1631-1666)                                  | Hammuda Pasha Bey (1631-1666)                                  | Hammuda Pasha Bey (1631-1666)                                  | Hammuda Pasha Bey (1631-1666)                                  |  |  |  |  | Aziza Othmana | Aziza Othmana | Aziza Othmana                 | Aziza Othmana                 | Aziza Othmana                 | Aziza Othmana                 |                               |                               |  |  |  |  |  |  |  |  |  |  |  |  |  |  |  |  |  |  |  |  |  |  |  |  |  |  |  |  |  |  |
|                           |                           |                                              |                                              |                                              |                                              |                                              |                                              |                                    |                                    |                            |                            |                            |                            |                          |                          |                           |                           |                           |                           |                           |                           |  |  | Hammuda Pasha Bey (1631-1666)                                  | Hammuda Pasha Bey (1631-1666)                                  | Hammuda Pasha Bey (1631-1666)                                  | Hammuda Pasha Bey (1631-1666)                                  | Hammuda Pasha Bey (1631-1666)                                  | Hammuda Pasha Bey (1631-1666)                                  |  |  |  |  | Aziza Othmana | Aziza Othmana | Aziza Othmana                 | Aziza Othmana                 | Aziza Othmana                 | Aziza Othmana                 |                               |                               |  |  |  |  |  |  |  |  |  |  |  |  |  |  |  |  |  |  |  |  |  |  |  |  |  |  |  |  |  |  |
|                           |                           |                                              |                                              |                                              |                                              |                                              |                                              |                                    |                                    |                            |                            |                            |                            |                          |                          |                           |                           |                           |                           |                           |                           |  |  |                                                                |                                                                |                                                                |                                                                |                                                                |                                                                |  |  |  |  |               |               |                               |                               |                               |                               |                               |                               |  |  |  |  |  |  |  |  |  |  |  |  |  |  |  |  |  |  |  |  |  |  |  |  |  |  |  |  |  |  |
|                           |                           |                                              |                                              |                                              |                                              |                                              |                                              |                                    |                                    |                            |                            |                            |                            |                          |                          |                           |                           |                           |                           |                           |                           |  |  |                                                                |                                                                |                                                                |                                                                |                                                                |                                                                |  |  |  |  |               |               |                               |                               |                               |                               |                               |                               |  |  |  |  |  |  |  |  |  |  |  |  |  |  |  |  |  |  |  |  |  |  |  |  |  |  |  |  |  |  |
|                           |                           | Hija de Youssef Dey (madre de Mohamed y Ali) | Hija de Youssef Dey (madre de Mohamed y Ali) | Hija de Youssef Dey (madre de Mohamed y Ali) | Hija de Youssef Dey (madre de Mohamed y Ali) | Hija de Youssef Dey (madre de Mohamed y Ali) | Hija de Youssef Dey (madre de Mohamed y Ali) |                                    |                                    |                            |                            | Murad II Bey (1666-1675)   | Murad II Bey (1666-1675)   | Murad II Bey (1666-1675) | Murad II Bey (1666-1675) | Murad II Bey (1666-1675)  | Murad II Bey (1666-1675)  |                           |                           |                           |                           |  |  | Mohamed El Hafsi (caïd de Sahel y de Kairouan) (Bajá de Túnez) | Mohamed El Hafsi (caïd de Sahel y de Kairouan) (Bajá de Túnez) | Mohamed El Hafsi (caïd de Sahel y de Kairouan) (Bajá de Túnez) | Mohamed El Hafsi (caïd de Sahel y de Kairouan) (Bajá de Túnez) | Mohamed El Hafsi (caïd de Sahel y de Kairouan) (Bajá de Túnez) | Mohamed El Hafsi (caïd de Sahel y de Kairouan) (Bajá de Túnez) |  |  |  |  |               |               | Hassen Bey (caïd de Béja)     | Hassen Bey (caïd de Béja)     | Hassen Bey (caïd de Béja)     | Hassen Bey (caïd de Béja)     | Hassen Bey (caïd de Béja)     | Hassen Bey (caïd de Béja)     |  |  |  |  |  |  |  |  |  |  |  |  |  |  |  |  |  |  |  |  |  |  |  |  |  |  |  |  |  |  |
|                           |                           | Hija de Youssef Dey (madre de Mohamed y Ali) | Hija de Youssef Dey (madre de Mohamed y Ali) | Hija de Youssef Dey (madre de Mohamed y Ali) | Hija de Youssef Dey (madre de Mohamed y Ali) | Hija de Youssef Dey (madre de Mohamed y Ali) | Hija de Youssef Dey (madre de Mohamed y Ali) |                                    |                                    |                            |                            | Murad II Bey (1666-1675)   | Murad II Bey (1666-1675)   | Murad II Bey (1666-1675) | Murad II Bey (1666-1675) | Murad II Bey (1666-1675)  | Murad II Bey (1666-1675)  |                           |                           |                           |                           |  |  | Mohamed El Hafsi (caïd de Sahel y de Kairouan) (Bajá de Túnez) | Mohamed El Hafsi (caïd de Sahel y de Kairouan) (Bajá de Túnez) | Mohamed El Hafsi (caïd de Sahel y de Kairouan) (Bajá de Túnez) | Mohamed El Hafsi (caïd de Sahel y de Kairouan) (Bajá de Túnez) | Mohamed El Hafsi (caïd de Sahel y de Kairouan) (Bajá de Túnez) | Mohamed El Hafsi (caïd de Sahel y de Kairouan) (Bajá de Túnez) |  |  |  |  |               |               | Hassen Bey (caïd de Béja)     | Hassen Bey (caïd de Béja)     | Hassen Bey (caïd de Béja)     | Hassen Bey (caïd de Béja)     | Hassen Bey (caïd de Béja)     | Hassen Bey (caïd de Béja)     |  |  |  |  |  |  |  |  |  |  |  |  |  |  |  |  |  |  |  |  |  |  |  |  |  |  |  |  |  |  |
|                           |                           |                                              |                                              |                                              |                                              |                                              |                                              |                                    |                                    |                            |                            |                            |                            |                          |                          |                           |                           |                           |                           |                           |                           |  |  |                                                                |                                                                |                                                                |                                                                |                                                                |                                                                |  |  |  |  |               |               |                               |                               |                               |                               |                               |                               |  |  |  |  |  |  |  |  |  |  |  |  |  |  |  |  |  |  |  |  |  |  |  |  |  |  |  |  |  |  |
|                           |                           |                                              |                                              |                                              |                                              |                                              |                                              |                                    |                                    |                            |                            |                            |                            |                          |                          |                           |                           |                           |                           |                           |                           |  |  |                                                                |                                                                |                                                                |                                                                |                                                                |                                                                |  |  |  |  |               |               |                               |                               |                               |                               |                               |                               |  |  |  |  |  |  |  |  |  |  |  |  |  |  |  |  |  |  |  |  |  |  |  |  |  |  |  |  |  |  |
|                           |                           |                                              |                                              | Mohamed Bey El Mouradi (1686-1696)           | Mohamed Bey El Mouradi (1686-1696)           | Mohamed Bey El Mouradi (1686-1696)           | Mohamed Bey El Mouradi (1686-1696)           | Mohamed Bey El Mouradi (1686-1696) | Mohamed Bey El Mouradi (1686-1696) |                            |                            |                            |                            |                          |                          | Ali Bey (?-1686)          | Ali Bey (?-1686)          | Ali Bey (?-1686)          | Ali Bey (?-1686)          | Ali Bey (?-1686)          | Ali Bey (?-1686)          |  |  | Romdhane Bey (1696-1699)                                       | Romdhane Bey (1696-1699)                                       | Romdhane Bey (1696-1699)                                       | Romdhane Bey (1696-1699)                                       | Romdhane Bey (1696-1699)                                       | Romdhane Bey (1696-1699)                                       |  |  |  |  |               |               | Hammouda (asesinado en 1702)  | Hammouda (asesinado en 1702)  | Hammouda (asesinado en 1702)  | Hammouda (asesinado en 1702)  | Hammouda (asesinado en 1702)  | Hammouda (asesinado en 1702)  |  |  |  |  |  |  |  |  |  |  |  |  |  |  |  |  |  |  |  |  |  |  |  |  |  |  |  |  |  |  |
|                           |                           |                                              |                                              | Mohamed Bey El Mouradi (1686-1696)           | Mohamed Bey El Mouradi (1686-1696)           | Mohamed Bey El Mouradi (1686-1696)           | Mohamed Bey El Mouradi (1686-1696)           | Mohamed Bey El Mouradi (1686-1696) | Mohamed Bey El Mouradi (1686-1696) |                            |                            |                            |                            |                          |                          | Ali Bey (?-1686)          | Ali Bey (?-1686)          | Ali Bey (?-1686)          | Ali Bey (?-1686)          | Ali Bey (?-1686)          | Ali Bey (?-1686)          |  |  | Romdhane Bey (1696-1699)                                       | Romdhane Bey (1696-1699)                                       | Romdhane Bey (1696-1699)                                       | Romdhane Bey (1696-1699)                                       | Romdhane Bey (1696-1699)                                       | Romdhane Bey (1696-1699)                                       |  |  |  |  |               |               | Hammouda (asesinado en 1702)  | Hammouda (asesinado en 1702)  | Hammouda (asesinado en 1702)  | Hammouda (asesinado en 1702)  | Hammouda (asesinado en 1702)  | Hammouda (asesinado en 1702)  |  |  |  |  |  |  |  |  |  |  |  |  |  |  |  |  |  |  |  |  |  |  |  |  |  |  |  |  |  |  |
|                           |                           |                                              |                                              |                                              |                                              |                                              |                                              |                                    |                                    |                            |                            |                            |                            |                          |                          |                           |                           |                           |                           |                           |                           |  |  |                                                                |                                                                |                                                                |                                                                |                                                                |                                                                |  |  |  |  |               |               |                               |                               |                               |                               |                               |                               |  |  |  |  |  |  |  |  |  |  |  |  |  |  |  |  |  |  |  |  |  |  |  |  |  |  |  |  |  |  |
| Murad (asesinado en 1702) | Murad (asesinado en 1702) | Murad (asesinado en 1702)                    | Murad (asesinado en 1702)                    | Murad (asesinado en 1702)                    | Murad (asesinado en 1702)                    |                                              |                                              | Hassen (asesinado en 1702)         | Hassen (asesinado en 1702)         | Hassen (asesinado en 1702) | Hassen (asesinado en 1702) | Hassen (asesinado en 1702) | Hassen (asesinado en 1702) |                          |                          | Murad III Bey (1699-1702) | Murad III Bey (1699-1702) | Murad III Bey (1699-1702) | Murad III Bey (1699-1702) | Murad III Bey (1699-1702) | Murad III Bey (1699-1702) |  |  |                                                                |                                                                |                                                                |                                                                |                                                                |                                                                |  |  |  |  |               |               | [¿quién?] (asesinado en 1702) | [¿quién?] (asesinado en 1702) | [¿quién?] (asesinado en 1702) | [¿quién?] (asesinado en 1702) | [¿quién?] (asesinado en 1702) | [¿quién?] (asesinado en 1702) |  |  |  |  |  |  |  |  |  |  |  |  |  |  |  |  |  |  |  |  |  |  |  |  |  |  |  |  |  |  |

### Listado
- Murad I 1628-1631
- Hammuda Pasha Bey 1631-1662
- Murad II 1662-1675
- Muhammad II 1675
- Alí Y 1675
- Muhammad III 1675
- Muhammad II (segunda vez) 1675-1676
- Ali I (segunda vez) 1676-1688
- Muhammad El-Hafs 1680 -?
- Muhammad II (tercera vez) 1688-1695
- Ramadan 1695-1698
- Murad III 1698-1702
- Ibrahim ash-Sharif 1702-1705
- Umar Pasha 1705